# Karin Burstrand

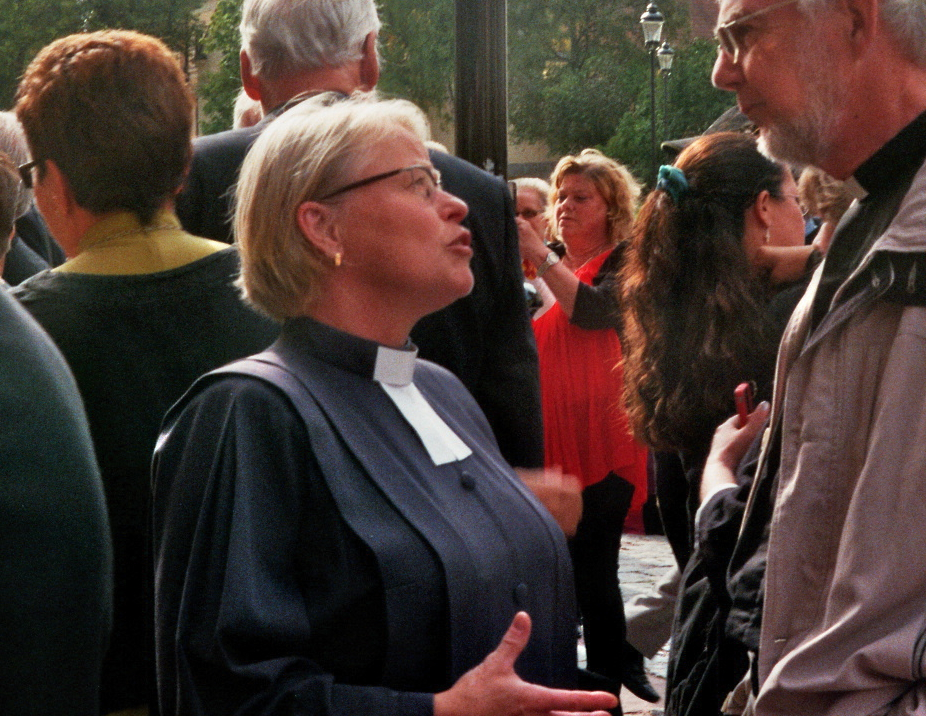
Karin Burstrand, 2011.

Karin Elisabet Burstrand, född 7 september 1954 i Stockholm, är en svensk präst inom Svenska kyrkan.
Karin Burstrand prästvigdes 1980 och har varit kyrkoherde i Örnäsets församling och Byske-Fällfors församling i Luleå stift. Under denna tid var hon även kontraktsprost i Lule-Jokkmokks kontrakt, och under tre mandatperioder ledamot av kyrkomötet.
Åren 2002–2008 var Burstrand anställd inom dåvarande Svenska kyrkan i utlandet, med tjänst som kyrkoherde i Svenska Sofiaförsamlingen i Paris.
Hon lämnade Paris 2008, efter att ha utsetts till ny domprost och kyrkoherde i Domkyrkoförsamlingen i Göteborg. Hon innehade tjänsten till 2019; efter en omorganisation av församlingar, pastorat och samfälligheter i Göteborgsområdet var hon 2018–2019 även kyrkoherde i Domkyrkopastoratet i Göteborg.
Som domprost var hon ex officio även vice ordförande i domkapitlet och ersättare för biskopen som ledamot i stiftsstyrelsen. 2009 blev hon invald i centralkommittén för den Europeiska kyrkokonferensen, CEC.